# Bienvenue Kanakimana
Bienvenue Kanakimana (* 28. prosince 1999 Bujumbura) je burundský profesionální fotbalista, který hraje na pozici křídelníka za český klub FC Zbrojovka Brno a za burundský národní tým.

## Klubová kariéra
Kanakimana v roce 2019 přestoupil z rodného Burundi do Vyškova. Následně si prošel hostováními v USA, Rakousku a Číně. V létě 2021 se stal členem vyškovského A-týmu a 24. července debutoval v zápase Fortuna:Národní ligy proti Dukle Praha. Na přelomu srpna a září vstřelil Kanakimana 5 branek ve čtyřech ligových zápasech, následně ale kvůli zranění vynechal závěr podzimní části sezóny a na hřiště se vrátil až v dubnu 2022. Ve své první sezóně v Česku odehrál 22 soutěžních utkání, v nichž vstřelil 7 branek.
Reprezentant Burundi si v sezóně 2022/23 udržel místo v základní sestavě Vyškova, ve 29 zápasech druhé ligy dal za Vyškov 14 branek a zahrál si také dva zápasy neúspěšné baráže o nejvyšší soutěž.
V podzimní části sezóny 2023/24 vstřelil v 16 duelech dva góly.
V lednu 2024 se Kanakimana stal zimní posilou českého prvoligového klubu FK Jablonec.
V roce 2025 podepsal 3 letou smlouvu s týmem FC Zbrojovka Brno hrající Chance Národní Liga

## Reprezentační kariéra
Kanakimana debutoval v reprezentaci Burundi v září 2019 v zápase proti Tanzanii. V roce 2023 se stal stabilním členem základní reprezentační sestavy.